# Élections régionales de 1963 en Vallée d'Aoste
Les élections pour la IVe législature du Conseil de la Vallée d'Aoste se sont déroulées le 27 octobre 1963.
Lors de cette consultation électorale, fut appliqué pour la première fois un système électoral à la proportionnelle intégrale avec la possibilité d'exprimer un maximum de trois préférences personnelles, mais toutes à l'intérieur de la même liste.

## Résultats électoraux
| partis                                    | voix   | voix (%) | sièges |
| ----------------------------------------- | ------ | -------- | ------ |
| Démocratie chrétienne (DC)                | 23 695 | 37,42 %  | 13     |
| Parti communiste italien (PCI)            | 15 374 | 24,28 %  | 9      |
| Union valdôtaine (UV)                     | 12 930 | 20,42 %  | 7      |
| Parti socialiste italien (PSI)            | 3 170  | 5,01 %   | 2      |
| Parti libéral italien (PLI)               | 3 136  | 4,95 %   | 2      |
| Rassemblement indépendant valdôtain (RIV) | 2 077  | 3,28 %   | 1      |
| Parti social-démocrate italien (PSDI)     | 1 628  | 2,57 %   | 1      |
| Mouvement social italien (MSI)            | 682    | 1,08 %   | 0      |
| Union démocratique valdôtaine (UDV)       | 634    | 1,00 %   | 0      |
| Total                                     | 63 326 | 100 %    | 35     |

Sources : Ministère de l'Intérieur italien, ISTAT, Institut Cattaneo, Conseil régional de la Vallée d'Aoste

## Sources
- (it) Cet article est partiellement ou en totalité issu de l’article de Wikipédia en italien intitulé « Elezioni regionali in Valle d'Aosta del 1963 » (voir la liste des auteurs).